# おたんちん
おたんちん（御丹珍）は、日本語で人を嘲るときに使う単語。おたんこなす（おたんこ茄子）およびおたんち（お丹珍）は同義語。語源について、『新編大言海』は「ぼたもちづら（牡丹餅面）の略訛」という説を挙げる。また、「ちん」は愛称に付く接尾辞で「-ちゃん」「-やん」と同義であるという説もある。
寛政から享和にかけて、新吉原で嫌な客を指して言った業界の流行語である。1920年の文献に、東京の方言である旨記載がある。

## 意味
- 女を卑しめて呼ぶ口語[5]
- 物がわからぬ、理解力にかける人。「とうへんぼく」に同じ[9]
- のろま。まぬけ。ぼんやりしている人[10]
- 調子はずれの人。おっちょこちょい。ばか[11]

## その他
- いくつかの国語辞典は見出し語として採録していない。米川明彦は、今では意味を知る人も少なく、語源も不明な言葉は消えていく運命にあるとする[12]。
- 「おたんちん」の略語である「おたんち」に、語呂をよくするため「こ」を付け、さらに「茄子」を付けたのがおたんこなすの語源である。ナスは畑に大量にある有象無象であることから、そこらにいくらでもあるという罵りの意味を込めた[3]。
- 夏目漱石の小説『吾輩は猫である』（執筆は1905年 - 1906年）には、「おたんちん」を東ローマ帝国最後の皇帝コンスタンティノス11世パレオロゴス（英語での綴りからの読みで「コンスタンチン・パレオロガス」）に引っかけた「オタンチン・パレオロガス」という地口が、登場人物の台詞として使用されている[13][14][15]。